# آماستریس
آماستریس، آمستریس یا آماسترین (درگذشته: ۲۸۴ پیش از میلاد) ملکه هراکلیا، دختر هوخشدره و برادرزادهٔ داریوش سوم، آخرین شاهنشاه هخامنشی بود.

## زندگی‌نامه

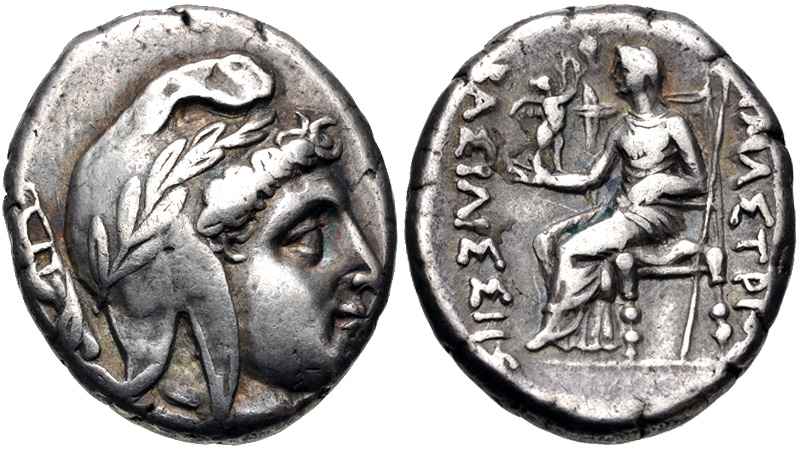
استاتر شهبانو آماستریس

اسکندر مقدونی پس از پیروزی بر ایرانیان آماستریس را به ازدواج یکی از نزدیکترین دوستانش به نام کراتروس درآورد اما کراتروس که به فیلا، دختر آنتیپاتر تمایل داشت پس از مرگ اسکندر از آماستریس جدا شد. آماستریس سپس در سال ۳۲۲ پیش از میلاد به همسری دیونسیوس، حاکم هراکلیه پونتیکا درآمد و آن دو صاحب سه فرزند، دو پسر به نام‌های کلیرخوس و هخشتره و یک دختر به نام آمستریس شدند. دیونسیوس در سال ۳۰۶ پیش از میلاد درگذشت اما پیش از مرگ، نایب‌السلطنتی پسران خردسال و ادارهٔ حکومتش را به آماستریس سپرد.
آماستریس با احتیاط و خردمندانه حکومت می‌کرد. او در سال ۳۰۲ پیش از میلاد با لیسیماخوس، پادشاه تراکیه، آسیای صغیر و مقدونیه، ازدواج نمود و از او صاحب یک پسر دیگر به نام الکساندر شد. با وجود این لیسیماخوس در سال ۳۰۰ پ. م از آماستریس جدا شد تا با آرسینوهه، دختر رقیبش بطلمیوس یکم ازدواج کند. آماستریس پس از این جدایی ادارهٔ هراکلیه را دوباره در دست گرفت و به احیای آن پرداخت. او احتمالاً باتوجه به سکه‌های ضرب شده با تصویر او به‌تنهایی به عنوان شهبانو حکومت کرد و شهر آماستریس (آماسرای امروزی) را بنیان نهاد.
کلیرخوس و هخشتره، پسران آماستریس که به سن بلوغ رسیده بودند اینک ادارهٔ شهر را در دست داشتند. آنها با زیردستانشان به ستمگری رفتار می‌کردند و علی‌رغم آنکه مادرشان در کارهای آنان چندان دخالت نمی‌کرد تصمیم به قتل او گرفتند. پس هنگامی که آماستریس سوار بر کشتی بود او را در دریا غرق کردند. اما خود آنان نیز به دست لیسیماخوس که از قتل همسر سابقش آگاه شده بود کشته شدند.